# Drac de Gràcia
El Drac de Gràcia és una peça del bestiari popular de Gràcia, al Districte de Gràcia de Barcelona. És la peça més antiga del bestiari popular del barri i centra les seves actuacions en la cultura del foc, comptant, a hores d'ara, amb més de 30 anys d'experiència. Tot i així, fa sortides tant en cercaviles com en espectacles de foc en les dates assenyalades del calendari festiu gracienc. El Drac forma part de les Colles de Cultura Popular de Gràcia.
L'Associació Cultural Colla del Drac de Gràcia és l'encarregada de fer anar tant al Drac de Gràcia com el Drac jove de Gràcia en les cercaviles i correfocs.

## Història
El Drac de Gràcia és producte d'un concurs públic per a la construcció del Drac i els Gegants de la Vila de Gràcia a iniciativa de l'Àrea de Cultura del Consell Municipal del Districte de Gràcia l'any 1981. El disseny guanyador va ser el de l'artista gracienc i eivissenc Néstor Pellicer. El Protocol Festiu de la Vila de Gràcia afirma que es construí a l'obrador d'"El Ingenio" de Gràcia pels artesans Josep
Cardona i Agustí Sevillano. Tanmateix, el portal de l'Agrupació del Bestiari Festiu i Popular de Catalunya afirma que el constructor va ser Domingo Umbert. Dolors Sans feu una rèplica de l'original amb materials més lleugers.
La presentació pública de la bèstia va ser el dia 23 d'abril de 1982, diada de Sant Jordi, per a una exposició d'escolars al centre cívic L'Artesà de Gràcia. No seria fins al dia gran de la Festa Major de Gràcia de 1982, el 15 d'agost, que el drac faria la seva primera sortida.
L'any 1992, amb motiu dels Jocs Olímpics de Barcelona, el Drac de Gràcia va ser pintat de nou i li van arreglar part del cap. La segona restauració va ser l'any 1999 per reparar desperfectes en el cartó pedra i reforçar l'estructura de fusta.
L'any 2004 l'artista Dolors Sans en va fer una còpia, anomenat Drac Jove de Gràcia, una peça més lleugera feta de fibra de vidre que permet uns moviments més àgils i vistosos.

## Disseny
El Drac va ser catalogat com a «drac reptant» per l'artista i folklorista Jordi Pablo. Les mesures de la bèstia són 300 cm de llargària, 120 cm d'amplada i 250 cm d'alçada. Té una massa de 120 kg, i a causa d'això, requereix que sigui portat per dues persones. Va ser construït a partir d'una carcassa de fusta sobre la qual es va modelar el cos de cartó pedra. Té quatre punts de foc a la boca i a la bèstia se li desmoten les ales i la cua.
Un dels trets particulars de la bèstia és la incorporació d'una campana a la punta de la seva cua que és tocada cada cop per un membre de la Colla del Drac de Gràcia per advertir que s'encén la bèstia. La campana de la bèstia simbolitza el Campanar de Gràcia durant la revolta de les Quintes de 1870.
Entre les modificacions de disseny que ha patit el Drac de Gràcia des del seu naixement hi destaquen les ales de ferro i roba pintada en tons blaus, originalment eren de fusta i cartró.

## Drac Jove de Gràcia
El Drac Jove de Gràcia és una peça del bestiari popular de Gràcia que és una rèplica del Drac de Gràcia. Va ser construït per l'escultora de festes vilafranquina Dolors Sans el 2004. Va ser construït a partir d'una estructura de ferro i alumini, sobre la qual es va modelar aquest cop amb fibra de vidre i resines.
Igual que el Drac de Gràcia, el Drac Jove té quatre punts de foc a la boca i a la bèstia se li desmoten les ales i la cua. A diferència d'ell i gràcies als materials utilitzats que redueixen el seu pes, el Jove permet uns tipus de moviments més àgils i vistosos.

## L'Associació Cultural Colla del Drac de Gràcia
L'Associació Cultural Colla del Drac de Gràcia és la colla de bestiari encarregada de donar vida al Drac de Gràcia i el Drac jove de Gràcia en les seves actuacions. Va ser fundada el 1982 per donar resposta a les actuacions del Drac de Gràcia. Ambdós dracs són presents tant en cercaviles com en correfocs, ja que poden actuar amb foc pirotècnic o sense.
En les actuacions es reparteixen normalment diferents tasques: el cap de colla que s'encarrega de la coordinació de la colla, dos portadors a l'interior de la bèstia que s'encarreguen de donar-li vida, entre dos i quatre guies que guien els moviments del drac, un o dos encenedors que s'encarreguen d'encendre la pirotècnia de la bèstia i finalment, el campaner que s'encarrega de tocar la campana per anunciar l'encesa dels petards perquè la bèstia comenci els seus balls i moviments. Altres tasques no menys importants que formen part també de la comitiva la bèstia són els subministradors, el portador del carro, els membres de suport i els tabalers.